# Route nationale 31 (Estonie)
Pour les articles homonymes, voir Route nationale 31.
La route nationale 31 (Tugimaantee 31) est une route nationale estonienne reliant Haapsalu à Laiküla. Elle mesure 36 km.

## Tracé
- Comté de Lääne
  - Haapsalu
  - Jõõdre (en)
  - Rõude (en)
  - Laiküla